# 奥莉加·博戈莫列茨

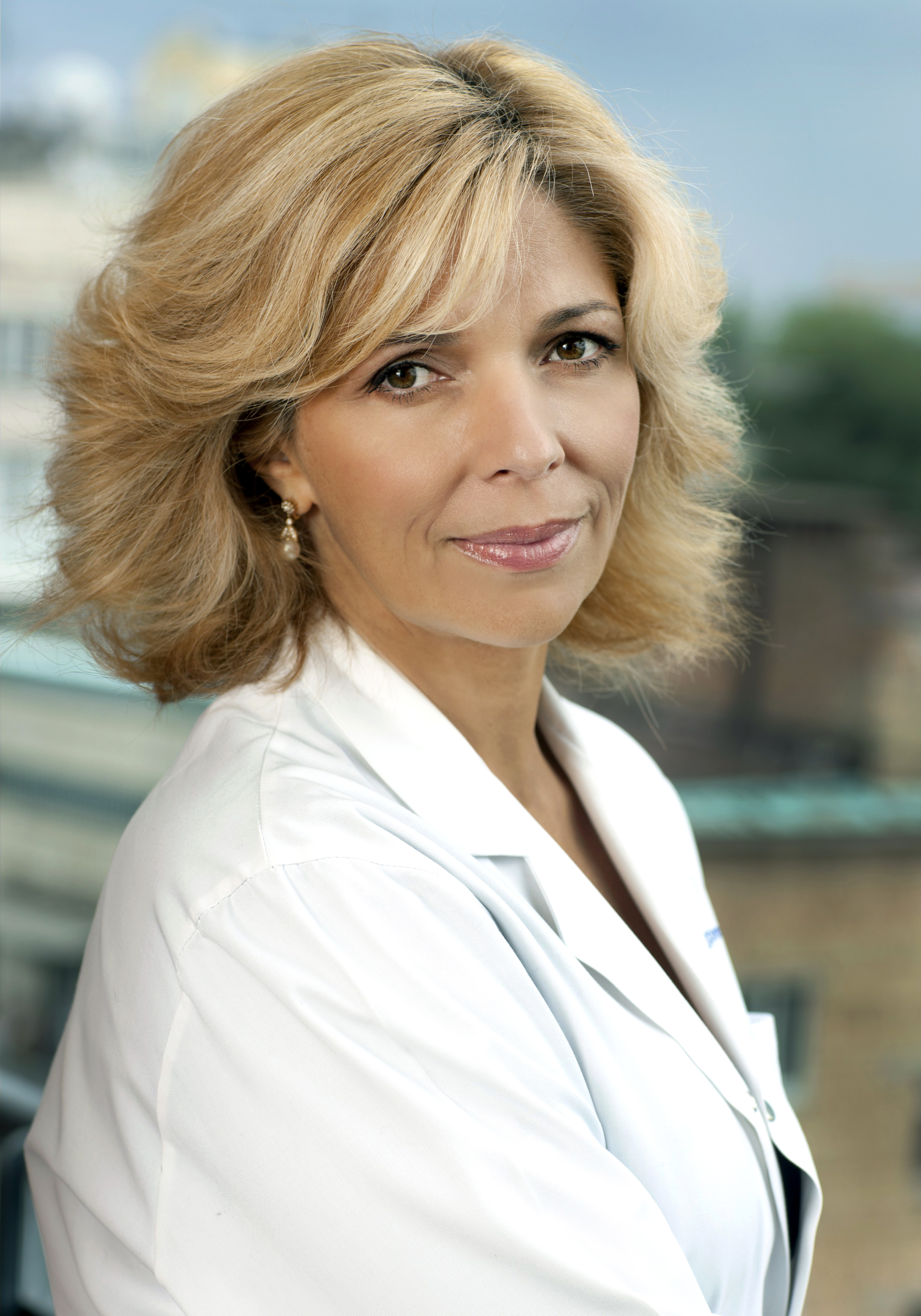
奥莉加·博戈莫列茨

奥莉加·瓦季莫夫娜·博戈莫列茨（烏克蘭語：Ольга Вадимівна Богомолець，1966年3月22日—），乌克兰歌手、歌曲作家、医生，博戈莫列茨国立医科大学（以其曾祖父亚历山大·博戈莫列茨冠名）教授。2014年，参加乌克兰总统选举，获得1.91%的选票。